# Tusculanae disputationes
I cinque libri delle Tusculanae disputationes costituiscono un'opera filosofica di Marco Tullio Cicerone, che vide la luce all'incirca nel 45 a.C.
Lo scopo dell'opera era di divulgare a Roma la filosofia stoica. Il titolo (Conversazioni a Tuscolo) deriva dal fatto che Cicerone affermava di averle composte nella sua villa di Tusculum.

## Contesto storico e culturale
L'opera fu scritta da Cicerone l'anno in cui Cesare ottenne la vittoria definitiva a Munda sull'ultimo baluardo di forze pompeiane che si erano nuovamente organizzate contro di lui, prendendo così il potere e segnando la fine della Repubblica romana. In questo momento, gli interessi di Cicerone erano sempre più rivolti agli studi filosofici: i drammatici accadimenti della vita privata, ossia la morte di sua figlia Tullia e le derive assolutistiche del potere di Cesare, l'avevano condotto ad un allontanamento dalla politica. Ritiratosi presso la sua villa a Tusculum si dedicò allo studio della filosofia. Nel giro di un anno realizza la stesura di gran parte delle sue opere filosofiche: la Consolatio per la morte di sua figlia Tullia, l'Hortensius, gli Academica, il De finibus bonorum et malorum, le Tusculanae disputationes, il De natura deorum, il Cato maior de senectute, il De divinatione, il De fato, il Laelius de amicitia. Una costante nel pensiero ciceroniano sembra essere l'individuazione dell'utilità pratica della filosofia. In conformità con la tradizione politica greca si era sempre proposto come il saggio che poteva affiancare e consigliare i personaggi politici alla guida del potere, cosa che emerge chiaramente da questi due frammenti tratti dalle Epistulae ad familiares:
"[...] che accetterai di buon grado che io, che non sono tanto inferiore a Lelio per l'amicizia che ci lega e per la visione politica sia accostato a te, che sei molto più grande di quanto non lo fu l'Africano)".
"Riguardo al rimprovero che in qualche modo mi muovi, con mano delicata, sulla mia dimestichezza con Pompeo, non vorrei che tu pensassi che io abbia stretto vincoli con lui soltanto per assicurarmi un appoggio; purtroppo la situazione è tale che, se per caso regnasse un qualche dissidio tra noi due, sarebbe inevitabile l'annidarsi di discordie gravissime, in seno allo Stato. Per scongiurarle ho preso le mie precauzioni ed i provvedimenti di emergenza, non però nel senso di derogare a quella mia impostazione di principio, che considero ottima, ma mirando al fine di rendere migliore Pompeo e di farlo desistere un po' dal suo atteggiamento vagamente demagogico [...]. Che hai da dire se anche Cesare, che ora fila proprio con il vento in poppa, riesco a dirottarlo verso maggiore moderazione?".
Nei momenti di maggiore impegno politico, Cicerone vedeva nell'attività intellettuale e nella ricerca filosofica la base d'ispirazione per lo svolgimento di una giusta attività politica, non concede a queste una dimensione autonoma esente da un risvolto pratico perché ciò avrebbe condotto all'otium, all'allontanamento dalla vita pubblica e dall'impegno civico. Nelle Tusculanae invece, scritte in un periodo di emarginazione di Cicerone dalla vita politica, sembra delinearsi un più ampio margine di autonomia della sfera intellettuale. Questo tentativo di rivendicazione del primato di discipline artistiche e filosofiche si inscrive in un più ampio progetto di emancipazione della cultura latina dalla condizione di inferiorità rispetto a quella greca. La stessa cultura politica di Cesare operava proponendo la concessione della cittadinanza romana agli intellettuali greci, contrariamente a quanto era accaduto nel 161 a.C. quando un decreto senatorio sancì l'espulsione da Roma di filosofi e retori di lingua greca. Provvedimento che venne reiterato nel 92 a.C. quando dei censori fecero espellere da Roma retori latini il cui insegnamento andava al di là del mos maiorum. Era evidente che si trattava di un provvedimento politico, data la capacità della retorica di diventare una pericolosa arma politica. L'educazione greca a Roma iniziava ad essere avvertita dal ceto dirigente come una minaccia per la propria egemonia e qualcosa che avrebbe condotto al di là del solco della tradizione romana. In Cicerone, tuttavia, non si troverà mai un completo distacco tra teoria e prassi, seppure rivendica un ruolo di autonomia per la sfera intellettuale, continua ad attribuire alla cultura filosofica una finalità pratica di rigenerazione etico-politica della res publica da utilizzare come strumento educativo per i gruppi dirigenti di Roma e dell'Italia. Emerge dalla lettura delle Tusculanae un Cicerone abbattuto che confida nella funzione consolatoria della filosofia, fino a rivolgerle quasi un inno nel proemio del libro V:
“Ma sia per correggere questo sbaglio (il cedere alle passioni quando ci si trova in situazioni avverse piuttosto che mantenere un atteggiamento virtuoso) sia per tutti gli altri nostri errori e manchevolezze ci si deve rivolgere alla filosofia. E io, che fin da bambino mi ero gettato fra le sue braccia per scelta volontaria e con gran zelo, ora, sconvolto dalla tempesta di queste grandissime vicende, mi sono rifugiato nel medesimo porto da cui mi ero allontanato. Oh filosofia, che sei guida nella vita, che ricerchi la virtù e scacci i vizi! Senza di te, che cosa sarebbe potuto accadere, non dico di me, ma dell'intera esistenza umana? Tu hai dato origine alla città, tu hai chiamato a vita comune gli uomini dispersi, tu hai creato dei vincoli tra loro: prima l'abitazione, poi le nozze, poi la comunanza della scrittura e del linguaggio; tu hai istituito le leggi tu sei stata maestra di morale e di civiltà; in te cerco rifugio, a te chiedo aiuto, a te mi affido, se già prima in gran parte, ora completamente con tutto me stesso”.

## La struttura filosofica in Cicerone

### Il corpus delle opere filosofiche
Le Tusculanae disputationes sono state composte insieme ad altre opere filosofiche tra il 45 e 44 a.C. Data la mole e la velocità con cui Cicerone ha prodotto le opere, si sospetta che in realtà esse siano state frutto di una semplice revisione e che Cicerone si sia rifatto a dossografie. Ma in questo modo verrebbe meno il senso del lavoro filosofico svolto da Cicerone. Infatti egli si vantava di aver dato a Roma una letteratura filosofica valida, data la scarsa presenza di opere filosofiche latine e la loro bassa qualità. Si iniziava così a colmare quel divario culturale che vi era tra Roma e la Grecia.
Per quanto riguarda la struttura nel complesso delle opere filosofiche, sembra che Cicerone abbia avuto in mente un piano espositivo generale, quasi che ci fosse un filo rosso tra le varie opere e che la loro stesura in senso cronologico corrispondesse ad un senso logico; a supporto di questa tesi, infatti, nel proemio al secondo libro del De divinatione, Cicerone mostra quale sia stato il senso della sua impostazione. Ma non bisogna cadere nella tentazione di vedere il complesso delle sue opere come un “sistema”, cercando di annullare le oscillazioni e le contraddizioni di pensiero che caratterizzano queste opere.

### Adesione al probabilismo neoaccademico
L'adesione di Cicerone al probabilismo neoaccademico avvenne per mezzo di Filone di Larissa, filosofo greco che successe Clitomaco nella direzione dell'Accademia e che fu un maestro di Cicerone nell'88 quando durante la Guerra mitridatica trovò rifugio a Roma. Per Filone la percezione si distingue dall'evidenza, il fatto che una cosa è evidente non implica che sia effettivamente percepita, trattandosi per evidenza della semplice presenza delle cose nella nostra mente. Poiché della percezione non abbiamo segni tangibili, questo fa sì che il vero e il falso restino sempre probabili. Tuttavia Filone si discosta dal principio scettico della totale sospensione dell'assenso e considera la possibilità per l'uomo di accostarsi ad un minimo di certezza attraverso l'opinione e la ricerca di ipotesi più probabili. Quindi la stessa probabilità diventa un criterio di attendibilità nella realtà delle cose.
Il probabilismo neoaccademico ciceroniano che traspare dalle Tusculanae, non approda ad un totale scetticismo e sospensione di giudizio ma sembra piuttosto muoversi verso direzioni più positive che probabilmente derivano dall'insegnamento impartitogli da Filone che aveva cercato di dare al suo probabilismo toni meno forti rispetto alla visione di Carneade di Cirene. Lo scetticismo predicava l'impossibilità dell'uomo di poter approdare alla verità ultima delle cose, si muoveva in una direzione anti-dogmatica rifiutando ogni tipo di dottrina, le quali esprimendo molteplici punti di vista del mondo discordi e in lotta tra loro non facevano altro che essere una controprova della tesi scettica dell'impossibilità di poter giungere a certezze. Mentre a Roma prendevano sempre più piede la filosofia stoica ed epicurea, l'adesione di Cicerone a questo tipo di filosofia non avvenne senza obiezioni, derivanti dalla preoccupazione per le ripercussioni che una tale scelta avrebbe potuto comportare sul piano etico conducendo all'abbandono dei principi morali. Cicerone stesso afferma che il suo non è un rifiuto del vero ma è la consapevolezza che in tutte le cose il vero è mischiato al falso ed è difficile distinguerli. Egli vedeva nell'adesione al probabilismo ciò che gli avrebbe permesso di condurre una ricerca libera da preconcetti, adottando posizioni diverse tra loro, talvolta muovendosi sull'orlo della contraddizione, ciò di cui viene accusato da uno degli interlocutori delle Tusculanae, precisamente nel libro V, a cui Cicerone risponde acutamente:
“Codesto metodo va usato con altri, con quelli che nelle discussioni seguono leggi prestabilite; noi invece viviamo giorno per giorno e qualunque cosa abbia colpito la nostra mente per la sua probabilità, noi la diciamo, perciò siamo liberi”.
Nelle Tusculanae sembra apportare una trasformazione nel metodo accademico, nel momento in cui il suo interesse si sposta dal semplice avvicinamento a ciò che è verosimile all'assenso di ciò che è in grado di conferire senso all'esistenza, come nel caso della concezione platonica dell'immortalità dell'anima da lui condivisa nel libro I e appoggiata con maggiore impeto nelle confidenze dell'epistolario. Anche nel suo avvicinamento allo stoicismo, da lui precedentemente criticato per l'inapplicabilità delle sue teorie, è evidente la motivazione pratica e non logica che vi è alla base. Lo stoicismo con la sua visione delle passioni, il suo concetto di felicità conseguibile solo con la virtù, era ciò che poteva garantire la tranquillità nell'esistenza dell'uomo.

### Passaggio dall'oratoria alla filosofia
La stesura delle opere filosofiche avviene durante la dittatura di Cesare, momento in cui, tramontata la libertà nel dibattito politico, erano scomparse le battaglie in senato e nelle assemblee e l'oratoria era ormai solo un ricordo, con il Brutus si era celebrato, infatti, l'elogio funebre. Nasce così in Cicerone l'idea di un'autonomia dell'attività intellettuale, una filosofia che doveva porsi come fondamento dell'attività pratico-politica. Non a caso Cicerone, è convinto di questo bisogno di autonomia da parte della filosofia, in un momento in cui la possibilità di un dibattito politico aperto non è possibile e soprattutto la sua condizione di emarginazione dalla politica gli appare definitiva. Non appena muore Cesare, nel De divinatione la filosofia viene di nuovo presentata come un'attività alla quale dedicarsi nei momenti di otium, per poi cambiare di nuovo idea, quando sarà costretto ad un nuovo ritiro e nel De officiis dirà che il dedicarsi agli studi, è un'attività inefficace alla solitudine forzata. Cicerone reagisce alle sue vicende personali; quello che appare molto chiaro è il disprezzo da parte del pubblico romano alla filosofia, considerata come dannosa, perché vista come una forma di otium che allontanava dal negotium e dalla politica.

### Valore della filosofia a Roma e in Cicerone
Nei proemi ai primi due libri delle Tusculanae, Cicerone mostra il quadro culturale romano e parla del divario che vi è tra Roma e la Grecia. Roma pur essendo superiore, a detta di Cicerone, della sua vicina, mostra tante carenze in vari ambiti disciplinari, quali: la matematica, che è utilizzata solo per i calcoli in campo commerciale e prettamente pratico, ignorata come disciplina teorica; la poesia, che insieme alla filosofia e alle attività artistiche, culturali ed intellettuali, costituiscono una perdita di tempo e una distrazione dalla vita politica e socialmente attiva. Queste attività, per la Roma contemporanea a Cicerone, sono da praticare nei momenti di otium oppure attività come la filosofia sono prese in considerazione solo come mezzo, ovvero utili all'oratoria. In quest'opera è evidente come la filosofia, e il saggio di conseguenza, abbiano come finalità, quella di affiancare l'attività degli uomini al potere e fungere da consiglieri e precettori al ceto dirigente, per un corretto funzionamento della res publica. Questa idea sarà una costante in Cicerone. Egli, infatti, si proporrà come tutor e consigliere, nei rispettivi momenti di apice al potere, a Pompeo, Cesare e Ottaviano. Idea che rimane un'utopia come nel La nuova Atlantide di Bacone o ne La città del sole di Campanella.

## Libro I

### Proemio
Nel proemio del primo libro, Cicerone si rivolge a Bruto e lo informa che, essendo libero dal suo impegno politico, può ora dedicarsi agli studi di filosofia. Decide di affrontare l'argomento in latino, perché si accorge che ai Romani manca la letteratura filosofica e sono in ritardo rispetto ai Greci su alcune discipline, nonostante la loro netta superiorità. Infatti la poesia è considerata un disvalore perché distrae dalla vita politica, così come la filosofia, utile per l'oratoria o da praticare solo nell'otium, oppure come la matematica utilizzata solo per i calcoli pratici.

### Libro I
Cicerone quindi racconta delle sue lezioni di filosofia nella sua villa a Tuscolo, tenute davanti ad un pubblico di discenti. L'incipit della prima disputa, pronunciato da un allievo, con cui inizierà il dialogo, è:
“A me sembra che la morte sia un male”
Il ragazzo sostiene che la morte sia un male per tutti, per i morti e per coloro che devono morire, il che implica per Cicerone un'infelicità estesa a tutti gli uomini, condannati sin dalla nascita. Per dimostrare l'assurdità di questa tesi, Cicerone si appresta ad analizzare caso per caso questo argomento così complesso. Partendo con l'analisi delle persone già morte, le quali dovrebbero essere infelici, spiega come gli “Inferi” sono soltanto frutto di miti, fantasia e superstizione, quindi non esistono infelici in un posto che non esiste; il discente sostiene che i morti siano infelici, perché non più partecipi della vita, ma Cicerone sostiene che questo sia assurdo perché:
“Ma non ti accorgi che ti contraddici? Quale maggiore contraddizione infatti dell'attribuire, non dico l'infelicità, ma una qualsiasi forma di esistenza a chi non esiste?”
L'allievo si convince che i morti, non essendo più nulla, non possono soffrire della loro condizione, e chiede a Cicerone di dimostrare come non ci sia infelicità neppure nel dover morire. L'obbiettivo di Cicerone è dimostrare che la morte non è un male, ma addirittura un bene. Tutto sta nel capire cosa si intenda per morte, morte fisica e dell'anima, oppure morte fisica e separazione dell'anima dal corpo. Partendo dal presupposto che l'anima esista, poiché come l'idea delle divinità è presente in tutti gli esseri umani, così l'idea di anima è presente in tutte le tradizioni e filosofie, pur non sapendo che forma abbia, di che materiale sia fatta (soffio, fuoco o quinto elemento) e dove risieda (testa, cuore). Una volta stabilito che l'anima si stacca dal corpo, l'idea comune è che risieda sotto terra, negli Inferi, ma è un errore connesso al nostro essere seppelliti. In realtà l'anima si stacca e sale in cielo, sia che sia fuoco o soffio (Fisica aristotelica ), sia che sia una quinta essenza divina, inoltre perché non vi è nulla più veloce dell'anima. Conoscere se stessi vuol dire conoscere la propria anima, e secondo Platone “Ciò che sempre si muove è eterno”, per cui l'anima si muove da sé e, essendo principio di se stessa, non ha avuto origine da altro, quindi non avrà una fine; quindi "l'anima è eterna".
Qui Cicerone, si ricollega alla teoria di Platone della reminiscenza (anamnesi), per la quale la nostra anima ha memoria della vita precedente ed imparare è ricordare. La memoria è una facoltà notevole, che ci rende quasi divini, insieme alla creatività, al senno e alla vitalità. L'anima quindi può o staccarsi dal corpo e sopravvivere per poco tempo, a lungo (come dicono gli Stoici) o per sempre; oppure l'anima è mortale; Panezio sosteneva che l'anima soffre, nasce ed è somigliante a quella del genitore, quindi deve anche morire. Ma la somiglianza non implica la nascita quindi l'anima non muore Cicerone riconferma che l'anima sia eterna. Per quanto riguarda il distacco dal corpo, questo non provoca sofferenza, poiché non ce ne accorgiamo. Con la morte, afferma Cicerone, ci liberiamo dai mali della vita, e non dobbiamo usareil verbo “mancare” (carere), poiché il morto non prova sensibilità, quindi nulla ci riguarda dopo la morte, così "come nulla ci riguardava prima della nascita".
Avviandosi alla conclusione del primo libro, Cicerone ripete che se con la morte muore anche l'anima, allora possiamo paragonarla ad un lungo sonno, per cui è vantaggiosa. Dobbiamo ricordare inoltre che la vita ci è stata data in prestito dalla natura, e questa può venire in qualsiasi momento a riprendere ciò che ci ha dato; in ogni caso noi dobbiamo esserle grati, poiché non è importante la durata, ma il vivere. Un'ulteriore prova della bontà della morte è questa:
“nulla di ciò che la natura ha dato è male, e rendiamoci conto che, se la morte è un male, il male è eterno.”
Se invece l'anima si trasferisce in cielo, la sua condizione è ottimale. Qui potrà incontrare i personaggi della storia e parlare.
Il corpo invece, dopo il distacco rimane senza sensibilità e quindi non bisogna preoccuparsi per la sepoltura, ogni tradizione e paese ha i suoi riti.
In conclusione, la morte è in ogni caso un bene, e la vita:
“ non è mai troppo breve se si è adempiuto al dovere della virtù”.

## Libro II

### Proemio
Nel proemio del secondo libro, Cicerone sostiene che sia necessario per lui dedicarsi alla filosofia, in maniera totale, perché non si possono conoscere solo pochi argomenti, ma il più possibile. La filosofia, infatti, funge da medicina dell'anima, elimina le ansie e le paure, la paura della morte, ad esempio, di cui si è discusso nel primo libro delle Tusculanae. Nonostante la sua efficacia e la sua importanza, la filosofia è osteggiata dai molti ed è sempre stata riservata per un élite di persone, per pochi dotti a Roma. Veniva utilizzata e studiata solo perché costituiva un esercizio per l'arte dell'oratoria, in funzione della politica; la tecnica era quella già enunciata da Aristotele di discutere pro e contro di un argomento.

### Libro II
La filosofia, quindi, è capace di curare l'anima ed eliminare le ansie; “come un campo per quanto fertile, non può dare frutti senza coltivazione, così l'anima senza insegnamento; tale è al debolezza di entrambi gli elementi in assenza dell'altro. Ora, nel caso dell'anima la coltivazione è la filosofia, essa estirpa i vizi fin dalle radici, e prepara le anime ad accogliere le sementi ”. L'incipit del secondo libro, pronunciato dall'allievo con cui Cicerone intrattiene il dialogo, è:
“Considero il dolore il più grande di tutti i mali”
Cicerone risponde: “Più grande del disonore?”
In questo modo, Cicerone ha già smontato il suo allievo; per un uomo il disonore è il male più grande, anche perché se si considera il dolore il sommo male, capitando prima o poi a tutti, nessuno può essere felice. Il rimedio per Cicerone è saper sopportare, in questo modo si comporta il saggio. Dice che nella loro educazione non sono stati abituati a sopportare il dolore, un esempio sono i poeti che rappresentano eroi che si lamentano e portano gli animi ad indebolirsi. Cicerone, poi, passa a smontare la filosofia di Epicuro, una filosofia per lui falsa e dannosa, infatti questa considera anche il più piccolo dolore peggiore del massimo disonore. Invece l'uomo deve saper avere il controllo di se stesso, guardando a quelle che sono le quattro virtù cardinali, prudenza, giustizia, temperanza e fortezza, imprescindibili l'una dall'altra. Il dolore si vince con la pazienza. Fatica e dolore sono diversi, infatti la prima è l'esecuzione da parte del corpo o dell'animo di un'attività gravosa, mentre il dolore è “un brusco movimento del corpo, in contrasto con i sensi”. Ma, se ci si abitua alla fatica, ci si abitua anche al dolore, così come fanno i soldati, non a caso infatti si usa la parola esercito (exercitus, da exercere – esercitare), allo stesso modo si deve comportare il saggio. La parola virtù (virtus) deriva da vir (uomo); virile è la fortezza che si esplicita in due compiti principali, il disprezzo per la morte e quello per il dolore. Il sommo bene è la virtù ovvero ciò che trae origine da essa o è desiderabile di per sé, che è lodevole per natura. La virtù, sostiene Cicerone, si raggiunge con l'uso della mente. Quest'ultima è divisa in due parti, la parte che costituita dalla ragione e quella di cui è ne priva, che nel sapiente deve obbedire alla prima. Il saggio infatti stimola e arma se stesso, con lo sforzo, l'incoraggiamento e il dialogo interiore, l'anima è come il corpo, così come i muscoli per sollevare i pesi devono allenarsi ed essere tesi, allo stesso modo l'anima deve essere tesa e abituata a sopportare. I dolori e le fatiche si sopportano meglio, se si agisce per ciò che è nobile, per la nobiltà morale e per la gloria. In questo modo le fatiche diventano tollerabili, come per il soldato, così per l'uomo politico e per il saggio. Ciò dice Cicerone deve avvenire senza ostentazione e lontano dalla gente, poiché il vero pubblico è la coscienza.

## Libro III

### Proemio
Qui Cicerone esprime la sua concezione per cui l'uomo per natura non è lontano dalla virtù, tuttavia il cammino verso una vita retta è ostacolato da opinioni errate che ci allontanano dalla possibilità di conseguire la felicità. Tali opinioni derivano dall'educazione impartita dai genitori ai figli, dai maestri, dai poeti le cui parole si imparano a memoria, dalla moltitudine, dallo scambiare la gloria che è una diretta conseguenza delle azioni giuste, definita “concorde lode degli onesti”, con la popolarità che non fa altro che acclamare vizi e colpe.
Quando l'animo viene deturpato da passioni fino al punto di sfiorare la follia diventa necessario sottoporlo ad una cura che Cicerone non può che individuare nella filosofia.

### Libro III
L'argomento del terzo libro viene sollevato da una questione posta da uno dei presenti nell'Accademia il quale sosteneva che anche i saggi potevano essere soggetti a passioni. Cicerone comincia a trattare questo argomento partendo con l'esposizione in forma sillogistica del paradosso stoico per cui “ogni stolto è pazzo”:
“Tutte le passioni dell'anima poi i filosofi le chiamano malattie, e sostengono che non esiste nessuna persona stolta che sia priva di queste malattie, dunque tutti i non sapienti sono insani[pazzi]”.
Procede nella trattazione avvalendosi in un primo momento del metodo stoico della logica delle proposizioni che gli permetteva di assumere maggiore precisione concettuale. Per trattare le questioni con maggiore profondità cercando di indagarne le cause, predilige invece il metodo accademico-peripatetico che si avvaleva di un linguaggio meno spinoso e più raffinato rispetto a quello utilizzato dagli stoici, seppur dei peripatetici non condivideva la teoria del “giusto mezzo” cioè la visione per cui si pensava di poter mettere un limite alle passioni senza doverle estirpare in maniera definitiva.
Con una serie di sillogismi dimostra che l'anima del sapiente non può essere in alcun modo soggetta ad afflizione perché dotata di forza, di frugalità, non animata da ira, libera da invidia e da compassione, passioni che se ci fossero comporterebbero afflizione. Passa ad affrontare la questione in modo più ampio attraverso il metodo accademico peripatetico, ma restando legato comunque alle opinioni degli stoici che ai suoi occhi mostravano maggiore acutezza in questo campo. Le passioni sono moti dell'anima che muovono contro la ragione, per poterle eliminare è necessario individuarne le cause che gli stoici vedono dell'opinione.
Esse si dividono in quattro generi: due nascono dall'opinione dei beni e sono la gioia smodata per i beni presenti, e la brama per i beni presunti. Le altre due nascono dall'opinione dei mali e sono il timore che deriva dall'opinione di un male futuro e l’afflizione che nasce dall'opinione di un male presente. I mali peggiori sono quelli che derivano dall'afflizione poiché essi distruggono completamente l'anima.
Cicerone appoggia in parte la visione cirenaica per cui a produrre afflizione sono soprattutto i mali improvvisi, sostenendo che sicuramente la riflessione su quello che può accaderci nella vita, sulla condizione umana, contribuisca a lenire il dolore. Tuttavia la mancanza di previsione non può essere considerata come l'unico aspetto che procura afflizione, potrebbe ad esempio contribuire ad alimentarla il fatto che il male è recente ed è necessario del tempo per mitigarlo. La riflessione sulla comune condizione umana, resta comunque un aspetto importante in Cicerone, che contro Carneade, individua come metodo di consolazione, poiché aiuta a sopportare le pene con moderazione, non le aumenta né tantomeno può essere considerata propria di chi è malvagio e gioisce delle pene altrui, come invece sosteneva Carneade. Ma la critica maggiore è riservata da Cicerone ad Epicuro Secondo la concezione epicurea non ha senso pensare ad un male che potrebbe accadere, poiché il pensiero in sé costituirebbe già un male e se poi questo non dovesse realizzarsi ci si sarà procurati infelicità per niente. A questa visione Cicerone oppone che la riflessione sulla condizione umana trova rimedio per le avversità attraverso un triplice ordine di consolazione: pensare sempre che una cosa può capitarci contribuisce a diminuire il dolore, si arriva a capire che le vicende umane sono sopportabili dall'uomo, e che non esiste male nelle cose di cui non abbiamo colpa.
L'altra critica che rivolge al filosofo edonista è riferita al fatto che egli sostiene sia possibile dimenticare le pene volgendo l'attenzione ai beni, cosa improbabile per Cicerone soprattutto in virtù dell'identificazione epicurea del sommo bene con il piacere:
“A me sembra che il sommo bene stia nell'anima, a lui invece nel corpo; a me nella virtù, a lui nel piacere”.
Restando fedele al metodo accademico di passare in rassegna tutte le concezioni dogmatiche, critica anche la visione peripatetica per cui la causa dell'afflizione non può risiedere nella nostra volontà ma è una conseguenza naturale dei mali che ci accadono, contro cui non possiamo niente. Contro questi sostiene che la causa dell'afflizione non può essere nella natura ma solo nell'opinione.
In conclusione individua nella consolazione tre rimedi, il primo consiste nel dimostrare che il male non c'è o se c'è è molto piccolo, il secondo nel riflettere sulla condizione generale della vita umana, soprattutto di chi soffre, il terzo nel pensare che lasciarsi abbattere dal dolore non porta nessun vantaggio ed è segno di stoltezza. Il sapiente non potrà essere colto d'afflizione, perché essa è inutile, non deriva dalla natura ma da un errore della volontà, è accolta senza motivo di conseguenza non è in alcun modo compatibile con la saggezza.

## Libro IV

### Proemio
Cicerone delinea i motivi per cui la vera filosofia, quella che derivava da Socrate e continuava con i peripatetici e gli stoici, non aveva lasciato nessuna testimonianza in latino, nonostante non si potesse dire che a Roma non esistesse un interesse antico per gli studi filosofici. I romani cercavano di conseguire nella vita piuttosto che negli scritti la scienza del vivere bene, erano impegnati in grandi imprese e pensavano fosse difficoltoso diffondere questo tipo di studio tra gente non acculturata, non a caso a Roma si diffuse soprattutto la filosofia epicurea per il suo richiamo al piacere e per la scarsa difficoltà che richiedeva nell'essere compresa.

### Libro IV
In questo quarto libro l'intento di Cicerone è quello di dimostrare che il saggio è libero da ogni passione e per farlo sviluppa un'intensa trattazione che come nel libro precedente, parte dalle minuziose definizioni e ripartizioni che gli stoici danno delle passioni, per poi passare a delineare dei metodi di cura delle stesse facendo riferimento a quelli di Cleante e Crisippo.
Mentre per le tre passioni: gioia, bramosia e paura, gli stoici avevano individuato in corrispondenza di ognuna altri tre contrapposti stati di equilibrio, ciò non fecero per l'afflizione. La bramosia e la gioia appartengono all'opinione dei beni. È naturale essere attratti dal bene ma se questo avviene in maniera smodata si tratterà di bramosia, se avviene con equilibrio si tratterà invece di volontà, questa appartiene solo al saggio ed è definita dagli stoici come la facoltà di desiderare secondo ragione. Lo stato di equilibrio che si contrappone alla gioia è invece la contentezza che indica il modo in cui l'anima, che si trova in una condizione di bene, si lasci coinvolgere in modo equilibrato e non smodato come invece avviene per la gioia. È naturale anche cercare di prendere le distanze dal male, ora se questo avviene con ragione ed equilibrio si tratterà di precauzione che è propria solo del saggio, in caso contrario, cioè se questo si verifica con prostrazione, allora si tratterà di paura che è propria solo degli stolti. Sembra evidente che non esiste un corrispettivo stato di equilibrio che si contrapponga all'afflizione, questo perché per i mali presenti non esiste uno stato preciso nei sapienti.
Ad ogni passione corrispondono diverse specie:
- All'afflizione corrispondono l'invidia, la rivalità, la gelosia, la compassione, l'angoscia, il cordoglio, la tristezza, la sofferenza, il dolore, il lamento, l'inquietudine, la pena, l'abbattimento, la disperazione.
- Alla paura corrispondono la pigrizia, la vergogna, il terrore, il timore, lo spavento, lo smarrimento, lo sconvolgimento, l'ansia.
- Al piacere corrispondono la malevolenza, il diletto e l'ostentazione.
- Alla bramosia corrispondono l'ira, il furore, l'odio, l'inimicizia, il rancore, l'instabilità e la smania.

Alla base di tutte queste gli stoici individuano l'intemperanza che agisce contro il volere della ragione a differenza della temperanza che è quella virtù che ci permette di obbedire ai suoi precetti, di placare gli istinti garantendo quell'armonia che determina la salute dell'anima. Solo l'anima del saggio libera da passioni e temperata può essere felice. A questo proposito muovendo oltre le schematizzazioni e definizioni stoiche per parlare dei i metodi che curano l'anima e la liberano dalle passioni, Cicerone comincia criticando due concezioni peripatetiche. La prima è rivolta all'idea per cui sarebbe possibile porre un limite alle passioni, sostenendo che è impossibile porre un limite al vizio perché l'anima una volta sconvolta ed eccitata non potrà che peggiorare:
“[…] chi infatti pone un limite ai vizi, se ne assume una parte; cosa che oltre ad essere odiosa di per sé, è tanto più molesta perché i vizi si muovono su un terreno scivoloso e, una volta eccitati, rotolano all'ingiù, e non c'è modo per fermarli”.
Altro punto in cui è in disaccordo con i peripatetici è la visione per cui le passioni oltre ad essere naturali, ci sono state date dalla natura per il nostro bene. Vedono ad esempio nella collera lo strumento per affinare il coraggio, nell'afflizione ciò che ci aiuta a scontare le nostre colpe. A questo proposito Cicerone adduce una serie di esempi che testimoniano vicende dove si poteva dire che questi uomini erano animati da fortezza ma non da collera come l'Aiace di Omero quando affronta Ettore, il pontefice Massimo Publio Cornelio Scipione Nasica quando muoveva contro Tiberio Gracco e via dicendo. Riprende la definizione che Crisippo dà della fortezza e si spinge sino al punto di considerare agli stoici come gli unici veri filosofi:
“La fortezza è la cognizione di ciò che si deve sopportare o la disposizione dell'anima che, nel soffrire e nel sopportare, ubbidisce senza timore alla legge suprema”.
Esclusa la visione peripatetica del porre un limite alle passioni è importante cercare il modo per estirparle, curarle. A questo proposito Cicerone fa riferimento a dei metodi di cura delle passioni:
Il metodo di Cleante per cui le passioni possono essere cancellate partendo col far notare come in realtà non sia un bene ciò da cui nasce gioia e bramosia, e non un male ciò da cui nasce paura ed afflizione.
Il metodo di Crisippo consiste invece nel dimostrare che le passioni sono in sé viziose, non sono né naturali né necessarie. Un'altra via indicata da Cicerone è quella che vuole eliminare sia le opinioni errate che le afflizioni che risulta essere la più utile ma anche la più complicata e per questo non percorribile da tutti.
Al di là di questi differenti metodi che i filosofi delineano, tutti devono essere concordi nel considerare viziosi e quindi da estirpare i moti dell'anima che vanno contro la ragione ossia le passioni, a prescindere dal fatto che siano beni o mali le opinioni che le generano. Quindi tutti devono incontrarsi un unico metodo di cura che non si preoccupi di indagare sulla natura di ciò che genera le passioni (cioè se sia un male o un bene) ma si occupi di estirpare il turbamento in sé.
La radice delle passioni non può che risiedere nelle opinioni, nei giudizi soggettivi, errori che la filosofia può aiutare ad estirpare:
“Ma sia per l'afflizione che per le altre malattie dell'anima il rimedio è uno solo: dimostrare che dipendono tutte dall'opinione e dalla volontà e che vengono accolte perché si crede sia giusto così. Questo errore che costituisce per così dire la radice di tutti i mali, la filosofia promette di estirparlo completamente. Affidiamoci dunque alle sue cure e permettiamole di guarirci. Finché infatti tali mali risiedono dentro di noi, non possiamo non dico essere felici, ma neppure sani. In conclusione, o affermiamo che con la ragione non si può raggiungere nessun risultato - quando, in realtà, senza ragione non c'è nulla che possa avvenire correttamente - oppure, visto che la filosofia consiste nell'apporto di principi razionali, chiediamo ad essa, se vogliamo essere onesti e felici, ogni aiuto e sostegno per una vita onesta e felice”.

## Libro V

### Proemio
In questo libro sembra emergere con maggior evidenza un Cicerone sconvolto dalla “tempesta di gravissime vicende” che ritrova nella filosofia quel rifugio che da bambino aveva già scoperto ma dal quale si era allontanato. Il tema affrontato in questo libro: la virtù basta da sola a rendere un uomo felice, è da lui stesso considerato il “più importante e nobile” fra tutte le concezioni filosofiche. Rivolge alla filosofia un inno di lode, essa ha dato origine alla civiltà, senza la sua guida l'umanità sembra destinata a perdersi, il singolo solo seguendo i suoi principi potrà evitare gli errori, perseguire la virtù ed avere una vita tranquilla.

### Libro V
Anche qui nel dimostrare al suo interlocutore che la virtù basti da sola a garantire la felicità, mostra la sua vicinanza alle tesi stoiche in contrapposizione alle posizioni di Aristone e Antioco. Per gli Stoici poiché non esistono beni al di fuori della virtù, essa sarà l'unica a garantire la felicità. Tutte le vicende umane, gli eventi determinati dal caso, non potranno nulla contro il saggio pago dell'unico bene che si possa desiderare, la virtù. Nella visione di Antioco e Aristo, invece, seppure il sommo bene coincideva nella virtù, esistevano beni minori come la ricchezza, la salute, la gloria, l'onore che contribuivano a rendere un uomo ancora più felice. Concezione poco coerente per Cicerone perché annoverando tra i beni anche ciò che non rientra nella virtù si pongono le condizioni per l'infelicità, in quanto venuto meno un di questi beni instabili e indipendenti dalla nostra volontà, non si potrà certo dire più di essere felici.
È importante che la povertà, la bassa estrazione sociale, la perdita dei cari, il dolore fisico, l'esilio, non vengano considerati dei mali, ma piuttosto eventi voluti dal caso contro cui non si può nulla, se non mantenere un atteggiamento virtuoso di indifferenza. A tal proposito Cicerone critica ancora Aristo e Atioco e a questi aggiunge Aristotele e altri che seppur affermavano che il sapiente è sempre felice, considerando le situazioni date dalla sventura dei mali, mettevano a repentaglio la felicità di quest'ultimo che certo non poteva essere immune dal caso.
Cicerone fa notare che il precetto per cui la virtù garantisce la felicità non era una prerogativa stoica essendo già presente in Platone che nel Gorgia chiaramente afferma che i giusti sono felici mentre non si può dire lo stesso dei malvagi o ancora nel Menesseno dove dice che è felice chi ripone speranza in sé stesso.
In polemica con i Peripatetici che dividono i beni in tre categorie, beni dell'anima, del corpo e della fortuna, sostiene che “nessuno può essere felice se non in presenza di un bene stabile, fisso e perenne” e la virtù è l'unico bene che possegga queste caratteristiche. L'uomo felice è colui che non teme di poter perdere qualcosa perché tutto ciò che possiede dipende da sé stesso, ha “fortezza” ed “autocontrollo” l'una lo protegge da paura ed afflizione, l'altro dalla bramosia e dalla gioia smodata. Cicerone considera il fatto che seppure la migliore definizione di sommo bene la diedero gli Stoici, gli altri filosofi di cui non condivideva le teorie manifestarono comunque spiriti virtuosi. Riporta una serie di esempi a testimonianza di questo: Epicuro, era il filosofo che identificava il sommo bene con il piacere, ma nello stesso tempo teneva in gran conto la sobrietà, Senocrate aveva rifiutato la cospicua somma di denaro che gli era stata offerta da ambasciatori di Alessandro invitandoli ad una modesta cena per far capire loro quanto poco bastava per vivere bene, Democrito si compiaceva del fatto che nessuno l'aveva riconosciuto ad Atene a testimonianza del proprio rifiuto di gloria.
La povertà non potrà in alcun modo intaccare la felicità del sapiente, né la bassa estrazione sociale, né l'impopolarità, anzi egli disprezza gli “onori del popolo” cosa che Cicerone stesso dice di essersi pentito di non essere riuscito a fare. Persino l'esilio non è un male per il saggio, perché non teme il disprezzo del popolo né la sottrazione dei beni, tra l'altro Cicerone si domanda che valore possa avere una civitas che scaccia i sapienti. Il saggio potrà essere felice anche se cieco e sordo perché non considera questi dei mali e se i dolori fisici dovessero essere troppo forti non c'è motivo per cui debbano essere sopportati essendoci un'altra possibilità: la morte dove si trova rifugio per l'eternità e dove viene meno ogni sensazione. In conclusione Cicerone afferma che la cosa fondamentale, a prescindere da come i filosofi definiscano il sommo bene, è che tutti quelli degni di questo nome riconoscano al saggio la possibilità di una vita felice.

## Struttura e argomento dell'opera

### I destinatari dell'opera
A differenza dell'oratoria, era opinione comune che la filosofia non andasse alla ricerca di un pubblico esteso, ma che fosse invece riservata a un pubblico elitario, una cerchia riservata di intellettuali che potessero comprenderne a pieno l'importanza. Le letteratura filosofica che circolava a Roma era per la maggior parte in testi originali greci, destinati ai pochi dotti capaci di tradurre. Quello che possiamo immaginare è una filosofia prettamente di carattere tecnico e scolastico. Un altro genere di filosofia, contemporanea a Cicerone, che si stava diffondendo anche negli strati più umili della popolazione, per il suo carattere consolatorio e ottimistico, era l'epicureismo, che risultava odioso a Cicerone per la sua forma sciatta e trascurata e per il suo invito al disimpegno dall'attività politica e civilmente impegnata e al piacere. L'identificazione dei destinatari delle Tusculanae è difficile; difatti sembra che Cicerone si muova su due livelli: il primo che vede nella filosofia un carattere totalmente assorbente, come afferma nel proemio del secondo libro, quindi riservata ad un'élite di intellettuali; il secondo, invece, che vede nella filosofia una guida al comportamento e una medicina dell'anima, destinata ad un pubblico di “occupati”, di gente attivamente impegnata. La filosofia, in questo modo, non rimane come qualcosa di solamente teorico, ma si trasforma in una guida pratica alla vita e alla morale.

### L'interlocutore e la messa in scena
Se è così difficile individuare il pubblico a cui vuole rivolgersi con questi libri Cicerone, è anche perché l'interlocutore a cui si rivolge è, praticamente, nascosto e quasi fasullo. Cicerone compone i libri a mo' di dialogo tra lui e i suoi discenti e amici, con cui conversa la mattina di argomenti retorici e nel pomeriggio di filosofia nella sua villa di Tuscolo. Sceglie quest'ambientazione perché, dall'epistolario, veniamo a conoscenza di come questa villa sia la più amata. Ma, a differenza di altre opere, qui l'ambientazione è solo citata; vi è una povertà scenica analoga solo al Brutus. Alla povertà scenografica corrisponde una inconsistenza del personaggio dell'interlocutore: questo è un semplice discente, e volutamente Cicerone fornisce pochi cenni, presentandocelo più come un “tipo” che come un personaggio reale. Egli è “uno dei presenti” a cui Cicerone si rivolge per avere uno spunto per dare avvio ad una conversazione. A ulteriore sostegno della tesi dell'inconsistenza del personaggio è il modo con cui gli si rivolge: egli ha nei suoi confronti un atteggiamento presuntuoso e arrogante, di superiorità e saccenza.

### Carattere e stile
Nelle Tusculanae disputationes, come dice il titolo “Conversazioni a Tusculo”, l'argomentazione è articolata come un dialogo tra Cicerone, il maestro, e il discente fittizio. Il dialogo è “espositivo”, di matrice aristotelica, con l'interlocutore che di tanto in tanto interviene e espone i suoi dubbi e le sue incertezze. Lo stile è quasi quello della diatriba, per la presenza di domande retoriche e la ricchezza di esempi. Questo modo di insegnare era tipico delle scuole di filosofia di matrice ellenistica, poiché denunciando l'inconsistenza della tesi opposta, si arrivava facilmente a dimostrare la validità e l'efficacia della propria tesi. Gli interventi del personaggio “tipo” sono in realtà funzionali a presentare spunti di riflessione per Cicerone, e a dissolvere le incertezze e le obiezioni, che gli si potevano muovere. I libri si presentano come una dossografia di letteratura filosofica, con i vari stili di pensiero che Cicerone presenta per i vari argomenti. Il dialogo diventa così, più che altro, un suo “monologo”, in cui egli ha come obiettivo quello di costruire una morale valida che si possa seguire nel corso della vita, rivolgendosi prima di tutto a sé stesso che agli altri.